# Крішень (Харгіта)
Крішень, Крішені (рум. Crișeni) — село у повіті Харгіта в Румунії. Входить до складу комуни Атід.
Село розташоване на відстані 236 км на північ від Бухареста, 64 км на захід від М'єркуря-Чука, 112 км на схід від Клуж-Напоки, 97 км на північний захід від Брашова.

## Населення
За даними перепису населення 2002 року у селі проживали 695 осіб.
Національний склад населення села:
| Національність | Кількість осіб | Відсоток |
| -------------- | -------------- | -------- |
| угорці         | 658            | 94,7%    |
| цигани         | 29             | 4,2%     |
| румуни         | 5              | 0,7%     |

Рідною мовою назвали:
| Мова      | Кількість осіб | Відсоток |
| --------- | -------------- | -------- |
| угорська  | 679            | 97,7%    |
| румунська | 8              | 1,2%     |
| циганська | 8              | 1,2%     |